# Vườn quốc gia Ba Bể
Vườn quốc gia Ba Bể là một vườn quốc gia, rừng đặc dụng, khu du lịch sinh thái của Việt Nam, nằm trên địa phận tỉnh Thái Nguyên, với trung tâm là hồ Ba Bể.
Vườn quốc gia Ba Bể được thành lập theo Quyết định số 83/TTg ngày 10 tháng 11 năm năm 1992 của Thủ tướng Chính phủ.

## Vị trí
Vườn có tọa độ là 105°36′55″ kinh đông, 22°24′19″ vĩ bắc, nằm trên địa bàn hai xã Ba Bể và Đồng Phúc, tỉnh Thái Nguyên. Vườn quốc gia này cách phường Bắc Kạn 50 km và Hà Nội 250 km về phía bắc. Vườn quốc gia Ba Bể là một điểm du lịch sinh thái lý tưởng với phong cảnh kỳ thú và sự đa dạng sinh học. Năm 2004, Ba Bể đã được công nhận là một di sản thiên nhiên của ASEAN. Trước đó, đây từng là Khu danh lam thắng cảnh và Di tích lịch sử, là Khu rừng cấm hồ Ba Bể.
Vườn Quốc gia (VQG) Ba Bể được thành lập theo quyết định số 83/TTg ngày 10/11/1992 của Chính phủ với diện tích 7.610 ha, trong đó có 3.226 ha là phân khu bảo vệ nghiêm ngặt và hơn 3 ha diện tích mặt hồ. Những nghiên cứu khoa học khẳng định đây là khu vực giàu có về đa dạng sinh học, có nhiều nét đặc trưng của hệ sinh thái điển hình rừng thường xanh trên núi đá vôi và hồ trên núi, rừng thường xanh đất thấp.
Trung tâm của vườn là hồ Ba Bể với chiều dài tới 8 km và chiều rộng 800 m. Nằm trên độ cao 178 m, hồ Ba Bể là "hồ tự nhiên trên núi có ý nghĩa đặc biệt quan trọng ở Việt Nam". Nằm trên vùng núi đá vôi, vốn có rất nhiều hang động caxtơ….mà hồ vẫn tồn tại với cảnh đẹp mê người là điều diệu kì, hấp dẫn mà thiên nhiên ban tặng.
VQG Ba Bể có 1.281 loài thực vật thuộc 162 họ, 672 chi, trong đó có nhiều loài thực vật quý hiếm có giá trị được ghi vào Sách Đỏ của Việt Nam và Thế giới. Các loài cây gỗ quý, hiếm như: Nghiến, Đinh, Lim, Trúc dây… trong đó, Trúc dây là một loài tre đặc hữu của Ba Bể thường mọc tại các vách núi, thân của chúng thả mành mành xuống hồ tạo nên những bức mành xung quanh hồ. Đây là khu vực được các nhà khoa học trong và ngoài nước đánh giá là trung tâm đa dạng và đặc hữu cao nhất về loài lan không chỉ của Việt Nam mà còn của cả toàn vùng Đông Nam Á. Ở đây có 182 loài lan, một số loài lan là đặc hữu, chỉ phát hiện thấy duy nhất ở vùng này.
Khu hệ động vật rất phong phú với 81 loài thú, 27 loài bò sát, 17 loài lưỡng cư, 322 loài chim, 106 loài cá, 553 loài côn trùng và nhện. Trong đó có nhiều loài có giá trị, quý hiếm đã được Việt Nam và Quốc tế ghi vào Sách Đỏ.
Về khu hệ cá, hồ Ba Bể và các sông suối phụ cận có đến 106 loài cá được xác định phong phú nhất ở Việt Nam, bởi các hồ khác như hồ Lắc cũng chỉ có 35 loài, hồ Tây - 36 loài, hồ Châu Trúc - 47 loài... VQG Ba Bể còn có ý nghĩa đặc biệt quan trọng với sự có mặt của một số loài đang bị đe dọa trên toàn cầu như Voọc đen má trắng ( Trachypithecus francoisy) và Cầy vằn bắc (Hemigalus owstoni), mặc dù vậy số lượng Voọc đen má trắng hiện còn tồn tại trong khu vực rất ít.
Ngoài ra, hồ Ba Bể còn là 1 điểm du lịch nổi tiếng, là "viên ngọc xanh" giữa đại ngàn đã và đang nổi lên là một điểm du lịch sinh thái lý tưởng với du khách, nhất là vào thời điểm đầu xuân và hè.
Hồ dài hơn 8 km, chỗ rộng nhất khoảng 3 km, sâu khoảng 20 đến 30m. Đoạn giữa hồ hơi eo lại. Có hai đảo nhỏ nổi lên giữa hồ, một đảo giống như con ngựa đóng cương đang lội nước (nên còn gọi là đảo An Mã).
Hồ Ba Bể ở độ cao 145m so với mặt nước biển, diện tích mặt hồ khoảng 500ha được bao bọc bởi những dãy núi đá vôi có nhiều suối ngầm và hang động. Toàn cảnh hồ như một bức tranh thủy mặc, làm say lòng nhiều du khách từ xưa đến nay.
Đến Hồ Ba Bể, du khách có dịp được dạo quanh hồ nước trong xanh bằng thuyền độc mộc rất đặc trưng của dân tộc bản địa hoặc bằng thuyền máy rồi ra sông Năng và thăm thú nhiều thắng cảnh tự nhiên.
Tối đến, có thể ngủ lại ở khu nhà gần hồ hoặc ngay tại nhà của người dân tộc Tày, Nùng. Thác Đầu Đẳng cách thị trấn Chợ Rã cũ 16 km. Thác dài 2 km, hòa cùng với phong cảnh rừng nguyên sinh, tạo thành ấn tượng khó quên. Thác Đầu Đẳng nằm trên dòng sông Năng, là nơi tiếp giáp giữa Bắc Kạn với tỉnh Tuyên Quang. Thác Đầu Đẳng nằm giữa hai dãy núi đá vôi, có độ dốc lớn, là nơi con sông Năng bị chặn lại bởi những tảng đá lớn, nhỏ xếp chồng lên nhau với độ dốc chừng 500m, tạo thành một thác nước ngoạn mục kỳ vĩ, hoà với phong cảnh rừng nguyên sinh tạo ra một ấn tượng khó quên. Không những vậy, tại đây còn xuất hiện loại cá chiên (có những con nặng trên 10 kg) là loại cá hiếm thấy hiện nay.
Động Puông nằm trên dòng sông Năng, cách thị trấn Chợ Rã cũ 5 km. Hang động Puông là một trong những điểm du lịch có hệ sinh thái đặc biệt, rất độc đáo và hấp dẫn.
Con sông Năng chảy dưới chân núi đá vôi, giữa những bờ vách đứng xuyên qua núi Lung Nham, nơi đó gọi là động Puông. Thuyền nhỏ luồn trong động Puông chập chờn trong ánh sáng mờ ảo, những thạch nhũ hình thù kỳ lạ hiện lên trước cửa động. Trong động có đàn dơi hàng chục vạn con sinh sống và trú ngụ.

## Thông tin chính
Vườn có diện tích 7.610 ha (76,10 km²), trong đó:
- Khu bảo vệ nghiêm ngặt có diện tích 3.266,2 ha,
- Khu phục hồi tái sinh rộng 4.083,4 ha,
- Khu dịch vụ hành chính 301,4 ha.

Vườn có độ cao so với mực nước biển là từ 150 m đến 1.098 m. Ở phía tây nam của vườn có dãy núi Phia Boóc, có các điểm cao từ 1.505 m đến 1.527 m.

## Đa dạng sinh học
Với trung tâm là hồ Ba Bể, khu vườn quốc gia này có:
- 600 loài cây thân gỗ (thuộc 300 chi, 114 họ khác nhau).
- 65 loài thú (22 loài có tên trong sách đỏ Việt Nam).
- 214 loài chim thuộc 17 bộ,47 họ (7 loài có tên trong sách đỏ Việt Nam).
- 46 loài bò sát và động vật lưỡng cư.
- 87 loài cá (11 loài có tên trong sách đỏ Việt Nam).

Vườn có một số loài quý hiếm như gấu ngựa, báo lửa, báo hoa mai. Hai loài đặc hữu của vùng này là cầy vằn (Hemigalus owstoni) và voọc đen (Presbytis francoisi). Cà đác, tức voọc mũi hếch Bắc Bộ nay không còn tìm thấy ở Ba Bể nữa nhưng ở Khu bảo tồn Na Hang gần đó vẫn còn một nhóm.

### Vấn đề môi sinh
Việc khai thác khoáng sản nhất là mỏ sắt ở lưu vực hồ Ba Bề đã tác biến khu vực hồ và gây thiệt hại nặng nề về mặt môi sinh. Theo một cuộc khảo sát hồ Pé Lèng đã mất 1/3 diện tích vì bồi tích ứ đọng và trong tương lai hồ Ba Bể có thể bị lấp mất nếu hiện trạng không thay đổi.